# Stockholms nord-sydaxel

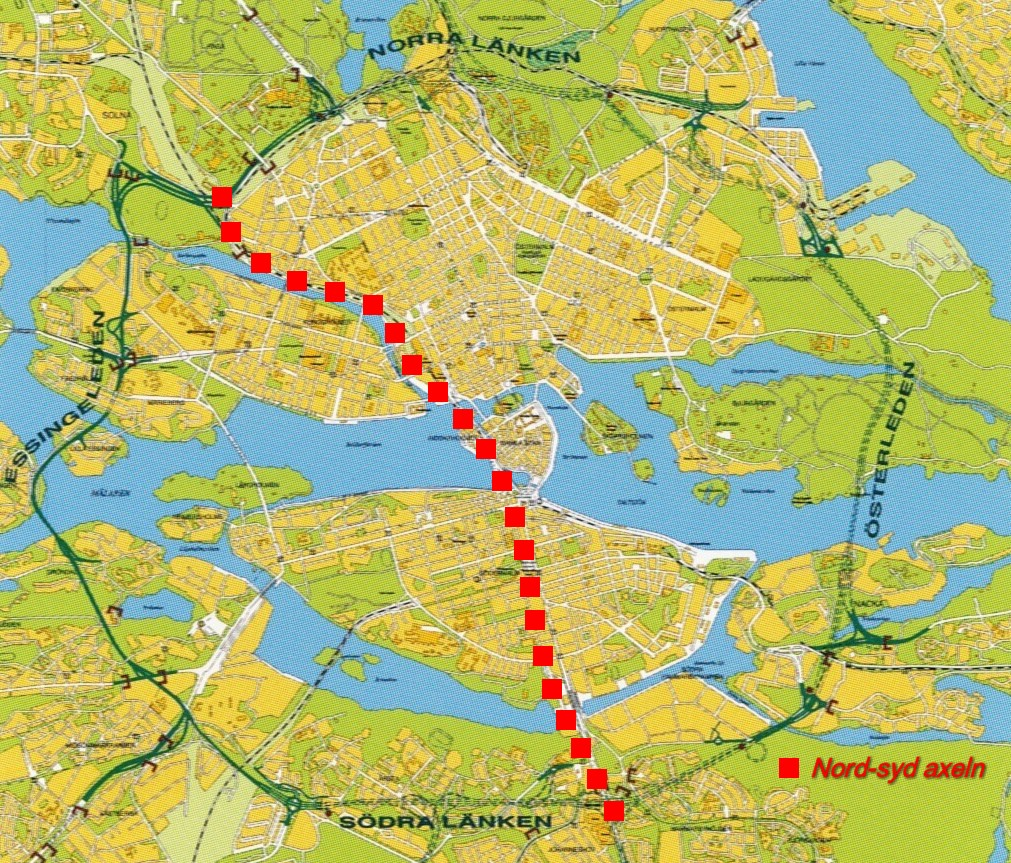
Nord-sydaxeln och Stockholms ringled.

Stockholms nord-sydaxel kallas den nord-sydliga trafikleden genom Stockholms centrala delar. Stockholms nord-sydaxel har historiska föregångare. Idag (2021) förbinder nord-sydaxeln Stockholms framtida ringled från Norra länken via Centralbron med Södra länken.
Trafikverkets interna beteckning på vägsträckan är   men detta skyltas inte. På väg ut från Stockholms centrum skyltas  respektive  inom streckad ram.

## Historik
En föregångare till dagens nord-sydaxel fanns redan på 1600-talet. Vid den tiden bestod förbindelsen (från norr till söder) av sträckan Drottninggatan (alternativt Regeringsgatan) - broarna över Helgeandsholmen - Västerlånggatan - broarna över Drottning Kristinas sluss - Götgatan. Där fortsatte färdvägen med Göta landsväg mot Södertälje.
Sedan 1700-, 1800-, och 1900-talen diskuterades även Sveavägen som en bred nord-sydaxel från Brunnsviken till Gustav Adolfs torg. Bakom planerna stod bland annat Gustav III på 1700-talet, Albert Lindhagen på 1800-talet och Albert Lilienberg på 1900-talet. Enligt Lindhagen skulle Sveavägen bli en "pulsåder för trafiken, luften och ljuset". Med Norrmalmsregleringen skrinlades Sveavägens förlängning till Stockholms slott. Vägen slutar idag vid Sergels torg där den ansluter till Klaratunneln (öppnad 1976).

## Sträckan Norra länken - Tegelbacken

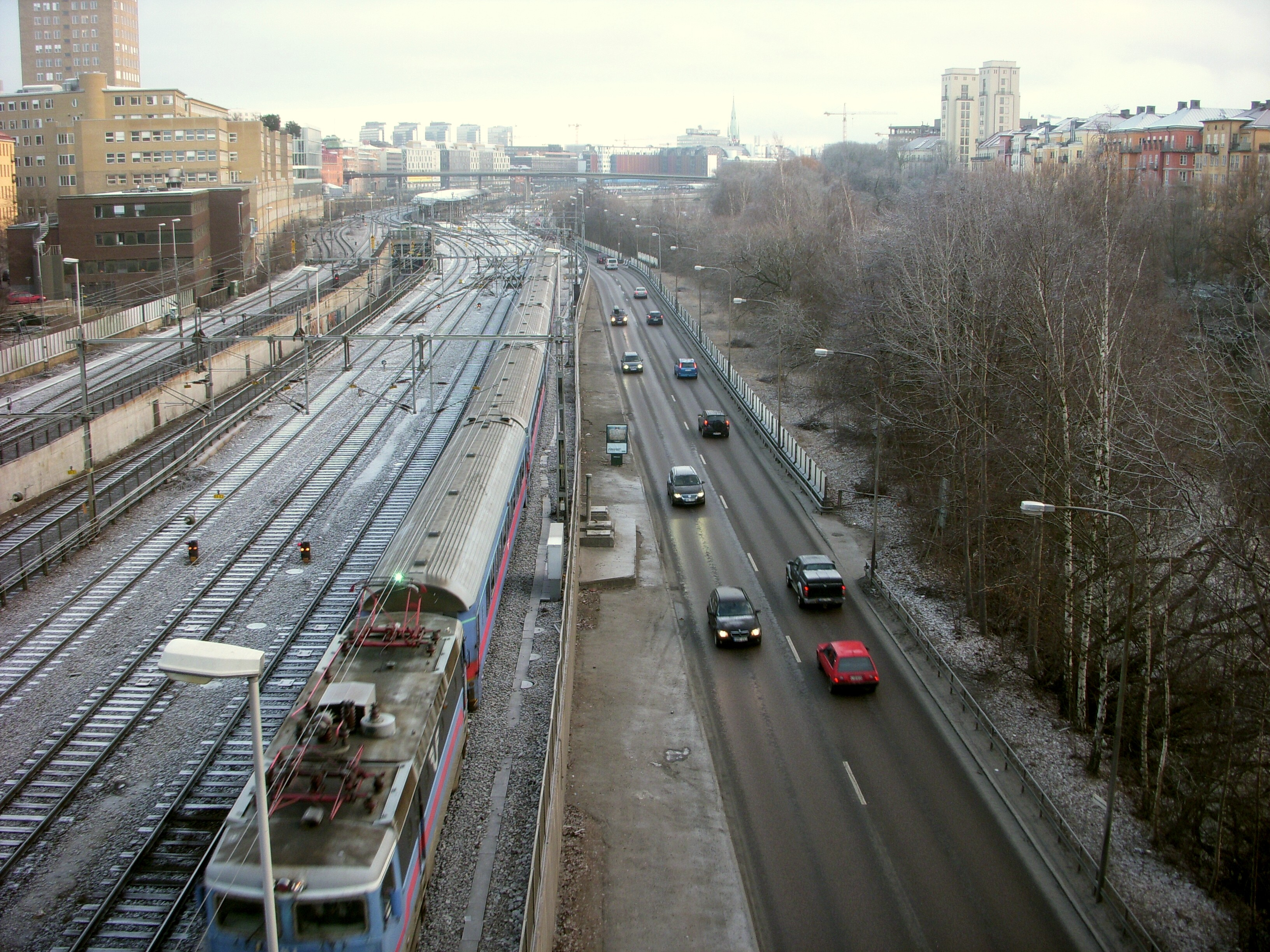
Klarastrandsleden söderut, 2008.

Vägavsnittet mellan Norra länken och Tegelbacken, som är nord-sydaxelns nordligaste länk, började byggas i slutet på 1950-talet. Delen mellan Kungsbron och Karlberg anlades som en provisorisk väg med två körfält och fungerade som en avlastning för Vasagatan.
Klarastrandsleden i sin nuvarande form skapades under 1960-talet i samband med Centralbrons tillkomst.  Leden utgör idag den svagaste länken i Stockholms nord-sydaxel. Vägen går på utfyllningar  i Klara sjö. På grund av bangårdens närhet är vägen smal med bara ett körfält i vardera riktning.  Det fanns planer för ytterligare utfyllnader för en andra framtida körbana, men stadens politiker ville inte röra Klarastrands vattenspegel ytterligare och planerna skrinlades.
Klarastrandsledens breddning diskuterades på 1970- och 1980-talen då Karlbergstunneln förbereddes med dubbla tunnelrör, men bara den västra tunneln kom till användning, medan den östra nyttjas för närvarande (2009) som förråd och uppläggningsplats för gatukontoret. Det finns även alternativ till en Klarastrandsleden i två plan eller en trefilig variant. Att skapa ett tredje körfält i norrgående riktning har beräknats kosta 55-65 miljoner kronor (2004). Den största svårigheten med utbyggnaden är att spårområdet måste naggas i kanten i höjd med Norra Bantorget.. Det finns också förslag på en andra våning, en bro längs med och ovanpå dagens led med två nya körfält. Kommunen har ansvaret eftersom hela nord-sydaxeln är kommunal väg. Båda förslagen drevs av kommunen 2004, men inget har hänt (2017).
Under många år anslöt Klarastrandsleden till Norra stationsgatan. I och med att Norra länkens första del öppnades 1991 skapades en ny anslutning till denna.

## Sträckan Tegelbacken - Centralbron

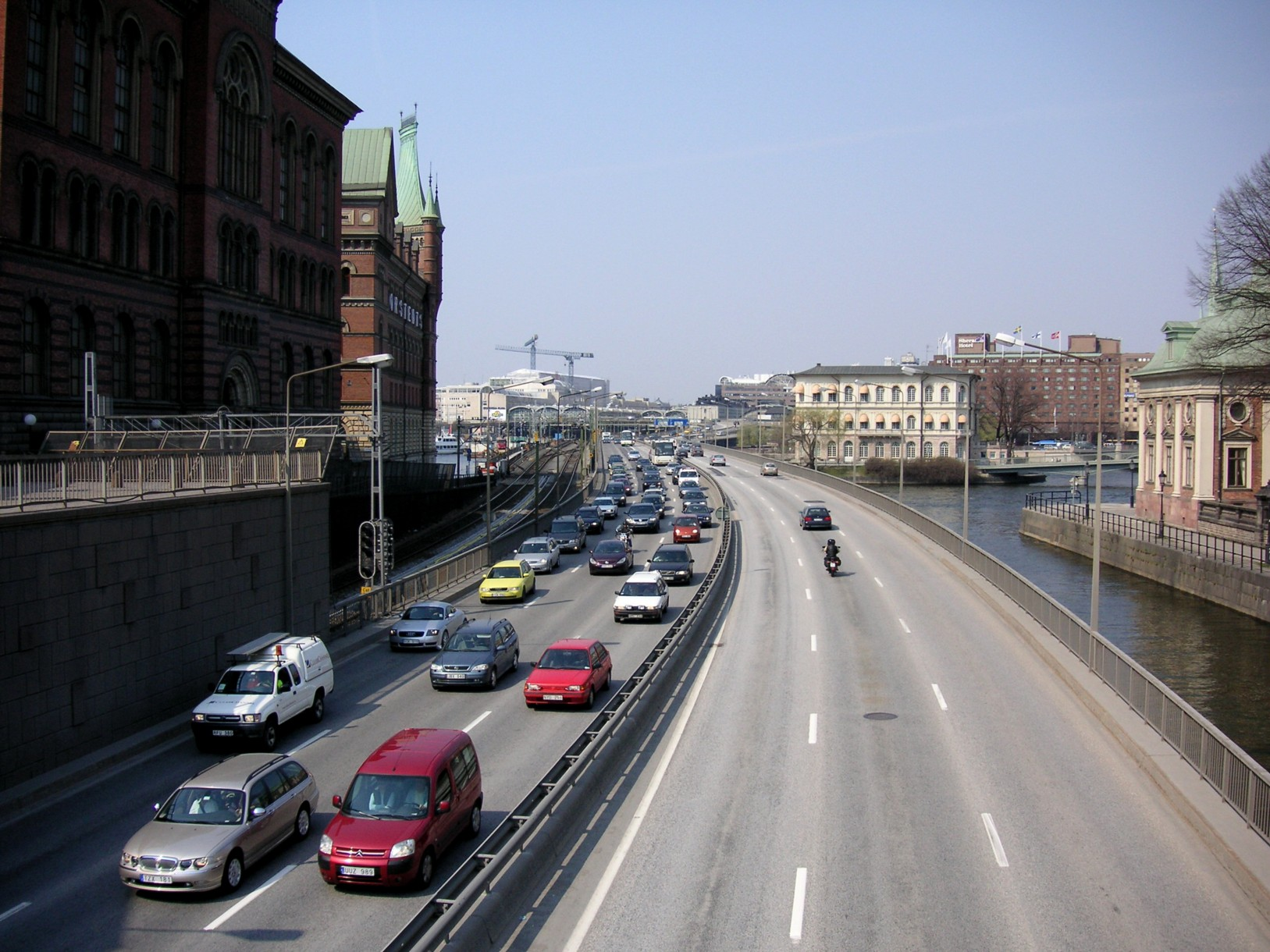
Centralbron norrut, 2006.

Under medeltiden var Västerlånggatan den naturliga vägförbindelsen över Gamla stan. På 1600-talets mitt anlades Skeppsbron på Stadsholmens östsida som huvudtrafikled mellan Norrmalm och Södermalm. Mot norr fördes trafiken över Norrbro och mot syd över Slussenområdets olika byggnadsvarianter. Först 1878 tillkom Vasabron som ledde trafiken på en mera västlig sträckning från Slussen via Stora Nygatan till Tegelbacken.
Fram till Västerbrons invigning 1935 var Slussen den enda landförbindelsen mellan Södermalm och Norrmalm. Den allt tätare fordonstrafiken krävde en bättre lösning och mellan 1910 och 1930 framkom cirka 30 alternativa förslag till en förbindelseled väster om Slussen och över Riddarholmen.  1910 års bangårdskommitté föreslog en gemensam bro för järnväg, spårväg och vägtrafik i Repslagargatans förlängning till Tegelbacken. Förslaget innebar att Riddarholmskanalen skulle fyllas igen, vilket kritiserades hårt. I generalplanen för Stockholm 1928 visades en nord-sydförbindelse  som i stora delar överensstämmer med dagens Centralbron. 
I 1952 års generalplan fastställdes Centralbrons båda delar och kopplingen till trafikapparaten vid Tegelbacken samt anslutningen till Södergatan. Sommaren 1959 invigdes Centralbrons södra del och i september 1967 brons norra del.

## Sträckan Centralbron - Södra länken

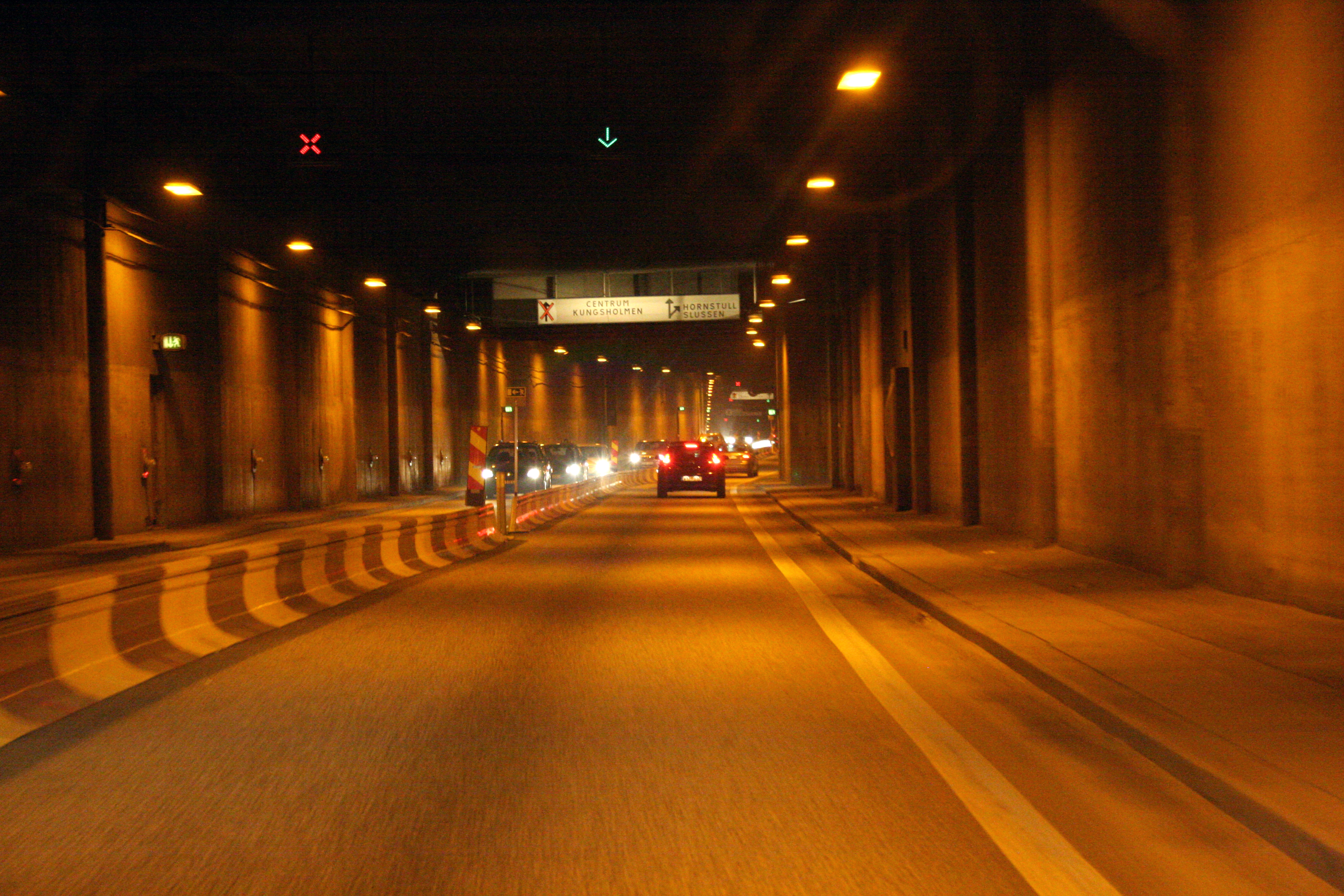
Söderledstunneln norrut 2005.

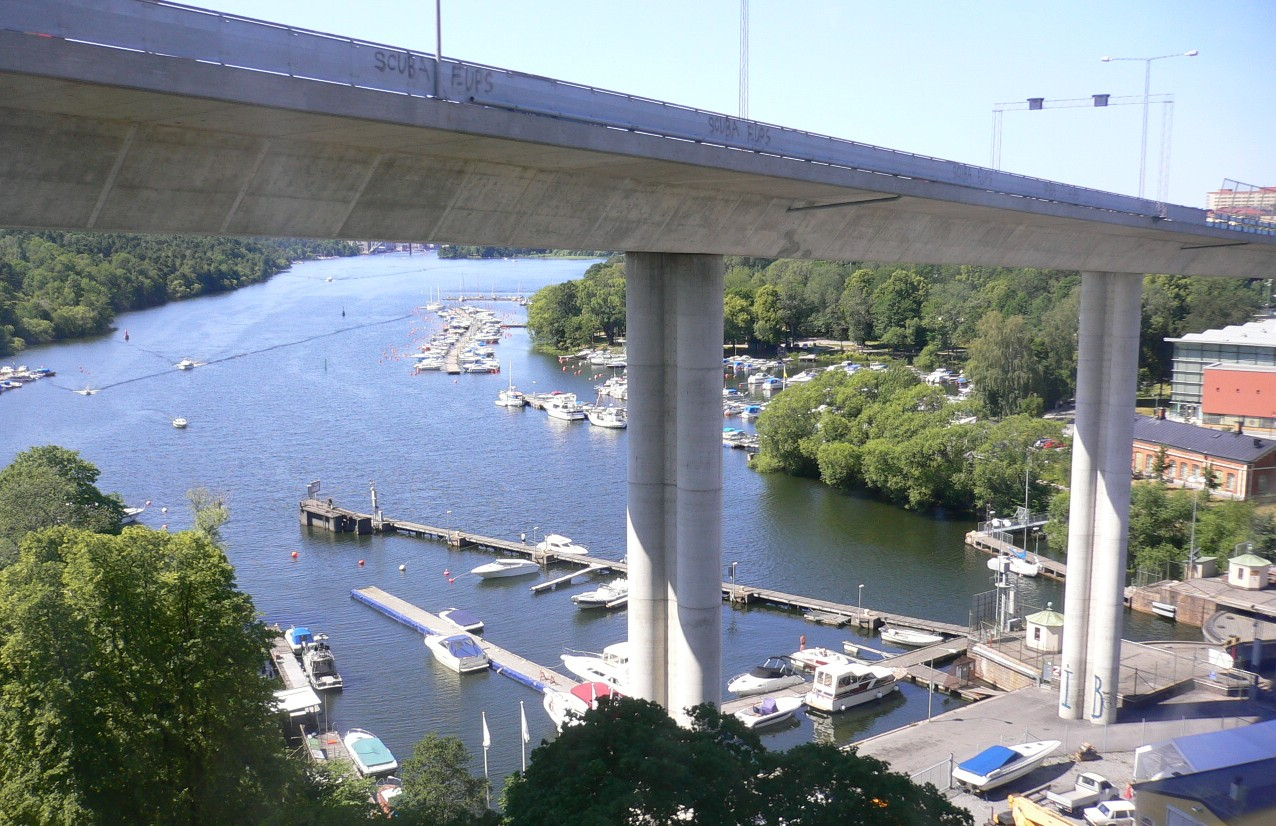
Johanneshovsbron.

Enligt Lindhagenplanen från 1866 skulle Götgatan breddas, inte så mycket som Sveavägen, men en fördubbling från 12 meter till 24 meter föreslogs. Man bedömde Götgatan vara den trafikled som "alltid kommer från Skanstull utgöra huvudinfarten till Stockholm och en pulsåder för trafiken".
En breddning av Götgatan visade sig dock svårgenomförbart, speciellt i det trånga och backiga området längs Götgatsbacken. Ett alternativ med en 381 meter lång tunnel från Stadsgården till Södra Bantorget (nu Medborgarplatsen) fördes fram på 1880-talet, men genomfördes aldrig. För att slippa dyra husrivningar längs Götgatan behandlades 1902 ett förslag som gick ut på att bygga ut Repslagargatan som en trafikled med 24 meters bredd. Inte heller det förslaget förverkligades.
Istället för en breddad Repslagargatan beslöts bygget av Södergatan som började anläggas 1937 och ersattes 1984 av Söderledstunneln.
Södergatans sträckning mot syd skulle ursprungligen ansluta till Götgatan i höjd med Blekingegatan (strax söder om Åsö gymnasium). Där skulle Götgatan med en bredd av 33 meter kunna ta hand om den allt tätare trafiken söderut. Det var bakgrunden till Skanstullsbrons placering - nämligen i rak förlängning av Götgatan och därmed bestämdes även Nynäsvägens riktning genom Johanneshov.
1960 års trafikplan föreslog att Södergatan skulle föras i tunnel fram till Ringvägen och där kopplas via ramper till Skanstullsbron. Förslaget gillades inte av Vägverket. Under 1970-talet enades man om att den bästa lösningen skulle vara att bygga en ny högbro (Johanneshovsbron), parallellt med Skanstullsbron, som förde Söderledstunnelns trafik till Nynäsvägen vid Gullmarsplan. Johanneshovsbron öppnades för trafik den 9 oktober 1984 och anslutningen till Södra länken invigdes den 24 oktober 2004. Därmed var den sista pusselbiten för Stockholms nord-sydaxel på plats. Sträckan Centralbron - Södra länken är identisk med Söderleden.

## Trafikplatser
|                                                                 | Nr | Namn                                                              | Skyltning                                                          |
| --------------------------------------------------------------- | -- | ----------------------------------------------------------------- | ------------------------------------------------------------------ |
|                                                                 |    | Trafikplats Karlberg till= Helsingborg Göteborg, Sundsvall; Solna | {{{till}}}                                                         |
| Tvåfältsväg (en körbana) (Karlberg-Centralstationen)            |    |                                                                   |                                                                    |
| Fyrfälts/Sexfältsväg (mitträcke) (Centralstationen-Johanneshov) |    |                                                                   |                                                                    |
|                                                                 |    | Klarastrandskopplet                                               | Kungsholmen, Kungsgatan                                            |
|                                                                 |    | Blekholmstunneln                                                  | 350 m                                                              |
|                                                                 |    | Klarabergskopplet                                                 | Centrum                                                            |
|                                                                 |    | Söderkopplet                                                      | Centrum                                                            |
|                                                                 |    | Centralbron                                                       | 1200 m                                                             |
|                                                                 |    | Mälarstrandskopplet                                               | Gustavsberg, Nacka, Stadsgården, Söder Mälarstrand?                |
|                                                                 |    | Söderledstunneln                                                  | 1520 m                                                             |
|                                                                 |    | Södermalmsavfarten                                                | Medborgarplatsen (i tunneln) (endast avfart söderut/påfart norrut) |
|                                                                 |    | Skansbrokopplet                                                   | Hammarby Sjöstad                                                   |
|                                                                 |    | Johanneshovsbron                                                  | 756 m                                                              |
|                                                                 |    | Gullmarsplan                                                      | Nynäshamn, Gustavsberg, (Södra länken)                             |